# كأس ويلز 2015–16
كأس ويلز 2015–16 (بالإنجليزية: 2015–16 Welsh Cup)‏ هو موسم من كأس ويلز. فاز فيه ذا نيو سينتس.